# Zbigniew Moszumański
Zbigniew Moszumański (ur. 10 października 1951 w Skołoszowie) – pułkownik Wojska Polskiego, dziennikarz, historyk.

## Wykształcenie
Absolwent Szkoły Podstawowej w Skołoszowie (1965), Technikum Mechaniczno-Elektrycznego w Przemyślu (1970 – praca kwalifikacyjna Przewody oponowe, Przemyśl 1970; opiekun pracy mgr inż. Marian Koman), Wyższej Szkoły Oficerskiej Wojsk Rakietowych i Artylerii im. gen. Józefa Bema w Toruniu (1974 – praca kwalifikacyjna Wstrzeliwanie baterią przy pomocy samolotu, gdy poprawki określa się na przyrządzie kierowania ogniem lub przyrządzie do wstrzeliwania, Toruń 1974; opiekun pracy ppłk dypl. Zbigniew Łuczyński), Wydziału Geodezji i Kartografii Politechniki Warszawskiej (1981 – praca kwalifikacyjna Analiza przybliżonych metod obliczania azymutu astronomicznego uzyskanego z obserwacji Słońca, planet i gwiazd, Warszawa 1981; opiekun pracy dr Jerzy Rogowski), Podyplomowego Studium Historii Sztuki Wojennej Akademii Obrony Narodowej (1994 – praca kwalifikacyjna Właściwości działań obronnych Armii Fińskiej podczas wojny radziecko-fińskiej 1939–1940, Warszawa 1994). Uzyskał stopień naukowy doktora nauk humanistycznych w Wojskowym Instytucie Historycznym (1998 – dysertacja Artyleria przeciwlotnicza Wojska Polskiego w latach 1920–1939, Warszawa 1998; promotor prof. dr hab. Czesław Grzelak).

## Wojsko i dziennikarstwo
W latach 1974–1981 dowodził pododdziałami w 33 Pułku Artylerii i 10 Dywizjonie Artylerii w Żarach oraz był oficerem sztabu w 10 Dywizjonie Artylerii i w 3 Brygadzie Artylerii w Biedrusku. Od 1981 pełnił funkcje od redaktora poprzez starszego redaktora i sekretarza redakcji, do redaktora naczelnego Przeglądu Wojsk Lądowych (1995–1999). Mianowany na stopień pułkownika 15 sierpnia 1994. W latach 2000–2002 był redaktorem naczelnym Zespołu Redakcyjnego Wojsk Lądowych, wydającego: dwutygodnik Wojska Lądowe, miesięcznik Przegląd Wojsk Lądowych i Gazetę Internetową Wojsk Lądowych. 31 maja 2002 zakończył zawodową służbę wojskową. Autor i współautor 14 podręczników i instrukcji wojskowych oraz ponad 250 artykułów w wojskowej prasie krajowej i zagranicznej. Członek European Military Press Association w latach 1993–2004. Członek Towarzystwa Wiedzy Obronnej od 2016, w latach 2017–2022 – wiceprezes Zarządu Głównego. Członek Stowarzyszenia Polskich Artylerzystów od 2013, w latach 2020–2024 wiceprezes Zarządu Oddziału Warszawa.

## Historia
Członek Wojskowej Komisji Archiwalnej w latach 1996–1997 w Rosji i krajach postradzieckich na temat losów żołnierza i narodu polskiego na Wschodzie. Pracownik Wojskowego Biura Badań Historycznych w Warszawie od 2002 do 2009, w tym sekretarz redakcji Przeglądu Historyczno-Wojskowego w latach 2005–2006. Nauczyciel akademicki w Akademii Obrony Narodowej w latach 2011–2012. Pracownik Wojskowego Centrum Edukacji Obywatelskiej im. płk. dypl. Mariana Porwita od  2012 do 2016. Nauczyciel akademicki na Podyplomowych Studiach: Turystyka historyczna i militarna w AON (ASzWoj) w latach 2014–2018. Członek Stowarzyszenia Historyków Wojskowości od 2004. Autor i współautor 36 książek o tematyce historycznej oraz ponad 300 artykułów.

## Rodzina
Jest synem Jana i Heleny z Przedrzymirskich.
Żonaty z Ewą Teresą z d. Leja (1956–2023), ma dwóch synów: Przemysława i Radosława.

## Awanse
- podporucznik – 1 września 1974
- porucznik – 12 października 1977
- kapitan – 12 października 1981
- major – 12 października 1986
- podpułkownik – 9 maja 1990
- pułkownik – 15 sierpnia 1994